# Hyalinobatrachium crurifasciatum
Hyalinobatrachium cappellei là một loài ếch trong họ Centrolenidae.
Nó được tìm thấy ở Venezuela, có thể cả Brasil, và có thể cả Guyana.
Các môi trường sống tự nhiên của chúng là các khu rừng ẩm ướt đất thấp nhiệt đới hoặc cận nhiệt đới, các khu rừng vùng núi ẩm nhiệt đới hoặc cận nhiệt đới, và sông.